# Leonard Colebrook
Leonard Colebrook (n. 2 martie 1883, la Guildford, Surrey, Marea Britanie
- d. 27 septembrie 1967, la Farnham Common, Buckinghamshire, Regatul Unit) este un fiziolog și bacteriolog englez, membru al Societății Regale din Londra.

## Febra puerperală
În 1935, Gerhard Domagk tocmai a pus la punct Prontosilul (sulfamidocrizoidină). În același an, Colebrook demonstrează activitatea acestui medicament contra streptococului hemolitic din maternități și îl aplică, cu succes, în tratamentul febrei puerperale.

## Dezinfecție, antisepsie, asepsie
Colebrook face campanie pentru purtarea mănușilor, măștii și a bluzei chirurgicale în timpul contactului cu pacienții. El dovedește că cloroxilenolul (parachlorometaxylenol) este un dezinfectant pentru mâini superior apei săpunoase. În sfârșit, împreună cu sora sa Dora, demonstrează că probabilitatea  transmiterii streptococilor prin membrii echipei spitalicești este mai ridicată decât prin pacienți.
În 1943, Unitatea de Arși pe care o conducea, de pe lângă Consiliul de Cercetări medicale al Marii Britanii, este transferată de la Glasgow Royal Infirmary la Birmingham Accident Hospital. Acolo, el instaurează practica de izolare a pacienților în mediu steril.

## Societăți și academii
- Membru al Societății Regale din Londra;
- Membru al Colegiului Regal de Chirurgie;
- Membru al Colegiului Regal de Obstretică și de Ginecologie.

## Distincții
- Blair Bell medal (1955)